# Павловский, Валентин Сергеевич
Валенти́н Серге́евич Павло́вский (1928, Москва — 2 ноября 1996, Москва) — слесарь-инструментальщик Московского автомобильного завода имени И. А. Лихачёва министерства автомобильной промышленности СССР. Герой Социалистического Труда (1971).

## Биография
В 1942 году в возрасте 14 лет начал работать на заводе.
В 1970 году досрочно выполнил личные социалистические обязательства и производственные задания Восьмой пятилетки (1966—1970). Указом Президиума Верховного Совета СССР от 5 апреля 1971 года «за выдающиеся успехи в выполнении заданий пятилетнего плана по развитию автомобильной промышленности» удостоен звания Героя Социалистического Труда с вручением ордена Ленина и золотой медали «Серп и Молот».
Личный производственный план на девятую пятилетку (1971 - 1975 гг.) завершил досрочно, в сентябре 1974 года.
В 1976 году сменные нормы выполнял на 160% процентов.
Занимался обучением молодых рабочих.